# ICAO航空公司代碼 (B)
ICAO航空公司代碼：